# 山守站
山守站（日语：／ Yamamori eki */?）是位於鳥取縣東伯郡關金町堀（現時：倉吉市關金町堀），日本國有鐵道（國鐵）倉吉線的鐵路車站（廢站）。

## 歷史
- 1958年（昭和33年）12月20日：倉吉線關金站至山守站之間開通，此站啟用（客運車站）[1]。
- 1985年（昭和60年）4月1日：倉吉線全線廢除，此站也被廢除[1]。

## 車站構造
此站是地面車站，設有1面1線的單式月台。此站是無人車站。月台比較短，只可容納2卡編成的柴油列車。由於此站與鄰站泰久寺站一樣都是沒有機走線，因此只有柴油列車才可駛入。
此站的站舍比較簡單，只有候車室，沒有檢票口。雖然此站截至廢站前都是終點站，但是曾經計劃繼續把鐵路延伸至中國勝山站（路線名：南勝線）。

## 車站周邊
站前設有鳥取縣道45號倉吉江府溝口線。此站位於山守地區村落西邊數百米處。截至1971年，車站周邊都是田野。另外，站前有一棵大的櫻花樹，該樹木仍然存在。
曾經站前設有關金町公所山守分所，在2002年4月1日廢除（現時分所的部分事務委托山守郵局負責）。
- 山守郵局
- 倉吉市立山守小學（日语：倉吉市立山守小学校）（舊・關金町立山守小學，2016年關閉）
- 鳥取縣道45號倉吉江府溝口線（日语：鳥取県道45号倉吉江府溝口線）
- 日交巴士（日语：日本交通 (鳥取)）「今西上」巴士站

## 現狀

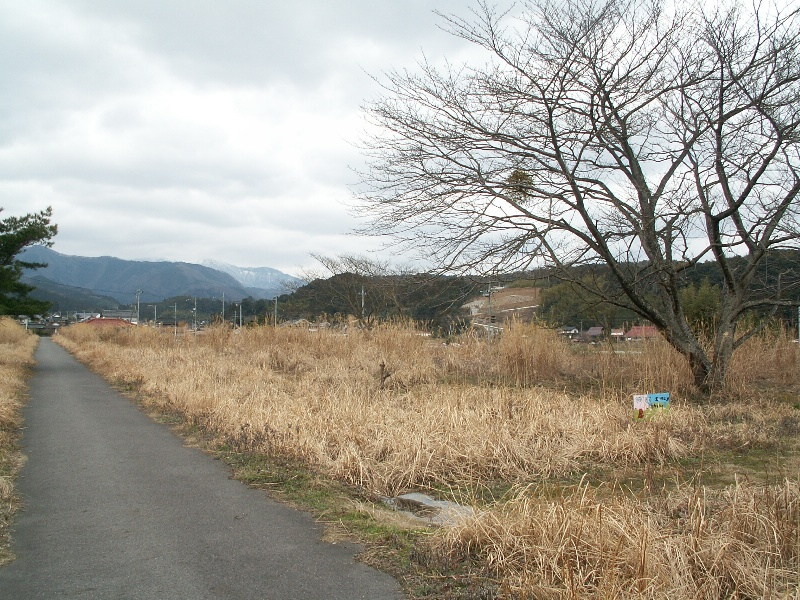
車站遺址（2007年2月）

在車站廢除後數年，站舍等鐵路設施還未撤走。現時月台、站舍和路軌等東西全部已被撤走，僅剩下空地和路標。路軌遺址變成單車徑。

## 相鄰車站
日本國有鐵道
倉吉線
泰久寺－山守
南勝線（未成線）
山守－伯耆清水

## 注腳
1. 1 2 3 4  石野哲（編）.  初版. JTB. 1998-10-01: 327. ISBN 978-4-533-02980-6 （日语）.
2. ↑  「終着駅の町」《中國新聞》昭和46年7月2日.5面

## 相關項目
- 日本鐵路車站列表 Ya

## 外部連結
- 舊國鐵倉吉線廢線跡探訪地圖 （页面存档备份，存于）（日語） (PDF) - 倉吉市